# Han Huidi
Han Huidi was keizer van China van 195 v.Chr. tot 188 v.Chr., uit de Han-dynastie.
Zijn persoonlijke naam was Liu Ying. Hij werd geboren in 210 v.Chr. en stierf in 188 v.Chr.. Hij was de zoon van Han Gaozu en Keizerin Lou.
Hij staat over het algemeen bekend als een zwak heerser, gedomineerd door zijn moeder Keizerin-weduwe Lu, die persoonlijk vriendelijk en genereus was, maar ook zeer overheersend en sluw. Hij probeerde zijn halfbroer Ruyi, de Prins van Zhao, en diens moeder te beschermen tegen Keizerin weduwe-Lu, maar hij faalde. Hierna stortte hij zich op vrouwen en drank, en stierf op erg jonge leeftijd. Keizerin-weduwe Lu plaatste hierop twee van Han Huidi`s zonen bij concubines Liu Gong en Liu Hong, op de troon, nadat hij zonder wettelijke opvolger was gestorven. Han Huidi`s vrouw was Keizerin Zhang Yan een nicht van hem. Hun huwelijk stond onder invloed van Keizerin-weduwe Lu en bleef kinderloos.

## Jeugd en leven als kroonprins
Han Huidi werd geboren als Liu Ying in 210 v.Chr.. Hoe zijn jeugd precies was, is niet helemaal duidelijk. We weten wel, dat hij niet Liu Bang`s oudste zoon was -dat was Liu Fei-, maar wel zijn oudste zoon bij de vrouw van Liu Bang. Prins Fei werd dus niet de opvolger van Liu Bang, omdat zijn moeder maar een concubine was.
Wat ook bekend is, is dat tijdens de Chu Han heropstanding toen Liu Bang een vijfjarige oorlog uitvocht met Xiang Yu, met als inzet de macht over China, Liu Ying, zijn moeder en zijn zus niet constant mee trokken met zijn vader naar Han, maar liever in zijn geboorteplaats Pei bleven, diep in het kerngebied van Xiang Yu, met Liu Bang`s vader Liu Zhijia.
In 205 v.Chr. leek Liu Bang de strijd bijna gewonnen te hebben na Pengcheng, de hoofdstad van Xiang Yu, te hebben ingenomen. Hoe zijn familie dit nieuws opnam, is onduidelijk, maar een paar maanden later, toen Xiang een tegenaanval uitvoerde en Liu Bang`s troepen inmaakte, vluchtte Liu Bang, en hij probeerde door zijn geboorteplaats heen te vluchten om zijn familie mee te nemen, hij slaagde erin zijn kinderen te vinden en op tijd weg te komen maar zijn vrouw en vader werden gevangengenomen, door Xiang`s troepen en als gijzelaars meegenomen. Ze zouden pas terugkeren toen en Liu Bang en Xiang Yu een tijdelijke vrede sloten. De op dat moment nog erg jonge Liu Ying moet dagenlang zich zorgen hebben zitten make over het lot van zijn grootvader en moeder. Na Liu Bang`s overwinning, toen hij zich uitriep tot Keizer Gaozu, stichtte hij de Han-dynastie, en maakte hij zijn vrouw keizerin en Liu Ying kroonprins, omdat hij de oudste zoon bij de keizerin was. Als kroonprins leek Prins Ying een vriendelijk en tolerant karakter te hebben. Eigenschappen die Han Gaozu niet waardeerde. Hij maakte liever zijn zoon Liu Riyu tot opvolger, omdat die meer op hem leek en diens moeder, Consorte Qi, zijn favoriete concubine was. Met de steun van de ambtenaren echter, overleefde de status van Prins Ying als kroonprins, de ambities van Consorte Qi.
Tijdens de vele militaire expedities van Han Gaozu waren het Kroonprins Ying en diens moeder, die de belangrijke politieke zaken in de hoofdstad regelde, Kroonprins Ying leek al zijn taken goed uit te voeren, maar zonder veel macht te verwerven. Toen Ying Bu in opstand kwam, was Han Gaozu ziek, en benoemde hij Kroonprins Ying tot leider van de veldtocht. Keizerin Lou, die vreesde dat de generaals van Liu Bang, (die oude vrienden van hem waren), Kroonprins Ying niet volledig zouden accepteren, besloot zelf de veldtocht te leiden. Kroonprins Ying leidde in plaats van de veldtocht een aantal thuisbases, met de hulp van de confuciaanse ambtenaar Shusun Tong en de militair Zhang Liang. Opnieuw leek hij de taken goed uit te voeren maar zonder macht te verwerven.
In 195 v.Chr. stierf Han Gaozu aan een pijlwond opgelopen in de strijd, en Kroonprins Ying, op dat moment vijftien jaar oud, volgde hem op als Han Huidi.

## Regering als keizer
Onmiddellijk nadat Prins Ying de troon had bestegen als Han Huidi, Werd Keizerin Lou, nu Keizerin-weduwe, de leidende figuur binnen de administratie. Ze wilde nu een wraakactie ondernemen tegen Consorte Qi en diens zoon Riyu. Ze liet Consorte Qi in een strenge gevangenis gooien, waar haar hoofd werd kaalgeschoren, ze rode kleding moest dragen en waar ze voortdurend met stokken werd geslagen. Daarna ontbood ze Liu Riyu naar de hoofdstad, wat uiteindelijk werd tegengehouden door de stafleider Zhou Chang, die erg gerespecteerd werd door Keizerin-weduwe Lu omdat hij een van de ambtenaren was die ervoor zorgde dat Liu Ying kroonprins bleef. In plaats van het direct op te nemen tegen Zhou Chang en Liu Riyu ontbood ze eerst Zhou Chang naar de hoofdstad en daarna Liu Riyu. Huidi probeerde het leven van zijn halfbroer te redden, voor Ruyi de hoofdstad bereikte stuurde Huide zijn andere Bashang om hem te waarschuwen. Hij ontving Liu Riyu in zijn paleis en ze dineerde en sliepen samen. Keizerin-weduwe Lu wilde Liu Riyu doden maar ze was bang dat haar eigen zoon ook slachtoffer zou worden en daarom kon ze haar plan maandenlang niet uitvoeren.
In de winter van 195 v.Chr. kreeg Keizerin-weduwe Lu haar kens. Op een morgen ging Huidi jagen en hij wilde Ruyi meenemen. De jonge prins was op dat moment pas twaalf en weigerde mee te gaan, en Huidi ging toen maar in zijn eentje jagen. Keizerin-weduwe Lu hoorde hiervan en stuurde onmiddellijk een gifmenger naar Ruyi, die Ruyi dwong het gif in te nemen. Tegen de tijd dat Huidi terugkeerde was zijn broer dood. Hierop liet ze Consorte Qi martelen waardoor ze stierf. Toen Huidi Consorte Qi zag, huilde hij openlijk en werd voor maar liefst een jaar ziek. Hij vertelde aan zijn moeder dat hij niet langer het rijk kon regeren, omdat hij als keizer niet in staat was de concubine en de zoon waar zijn vader zo veel van hield, te beschermen. Vanaf dat moment begon Huidi alleen nog maar heel veel wijn te drinken en zich met vrouwen bezig te houden, en bemoeide hij zich niet meer met staatszaken die vanaf dat moment door zijn moeder werden geregeld.
Huidi bleef echter proberen zijn andere broers te beschermen. In 194 v.Chr. toen Liu Fei, de prins van Qi, en Huidi`s oudere halfbroer, een bezoek maakte aan de hoofdstad, vierde ze beiden een feest georganiseerd door Keizerin-weduwe Lu. Huidi, die de Prins van Qi vereerde als een oudere broer, vroeg hem aan een tafel te gaan zitten die zelfs meer vereerd was dan de zijne. De Keizerin-weduwe was hier heel kwaad over en gaf haar ondergeschikten de opdracht een vergiftige beker drinken aan Liu Fei te geven, waarna ze toostte op zijn welzijn. Toen Liu Fei uit de beker wilde drinken kreeg Huidi door wat er aan de hand was. Hij vroeg om de beker en wilde er zelf uit drinken, waarop de Keizerin-weduwe op tafel sprong en de drank uit de beker sloeg. Liu Fei was in staat de situatie tot bedaren te brengen door een heel commandocentrum van zijn gebied aan Prinses Luyuan te geven. Keizerin-weduwe Lu die ook heel veel van haar dochter hield, was tevreden en liet Liu Fei naar zijn gebied terugkeren.
In 188 v.Chr. stierf Han Huidi aan een onbekende ziekte waarna Keizerin-weduwe Lu, zijn zoon Liu Gong keizer maakte als Han Qianshaodi.
Tijdens zijn regering kreeg Han Huidi nooit de feitelijke macht in handen, en werd hij geterroriseerd door zijn moeder. Ondanks de intriges aan het hof en de zwakheid van Huidi werd zijn regering ook gekenmerkt door de herstel en groei van de macht van het rijk, doordat Huidi dezelfde zuinige politiek volgde als zijn vader, Han Gaozu, en diens sterke fundament, en de hulp van kundige ambtenaren.

## Huwelijk en kinderen
In de winter van 192 v.Chr. trouwde Huidi met Keizerin Zhang, het huwelijk zou geen kinderen brengen. Echter, of Huidi wel of niet eigen kinderen had, tijdens of voor zijn regering, is een grote discussie.De ambtenaren, waaronder Chen Ping en Zhou Bo, die na de dood van Huidi en de Keizerin-weduwe Lu de Lu clan uitmoorden, stelde dat Keizerin Zhang en Keizerin-weduwe Lu acht kinderen hadden gestolen en hun moeders hadden vermoord. Moderne historici vonden het een mogelijkheid, maar over het algemeen wordt aangenomen dat het daadwerkelijk Huidi`s kinderen waren bij concubines, en dat misschien Keizerin Zhang die concubines had gedood om zich de kinderen toe te eigenen. Bijvoorbeeld stelde Bo Yang, dat als Keizerin Zhang daadwerkelijk de kinderen van ergens anders had, het raar was dat ze alleen de moeders en niet de vaders had gedood. Het is ook een mogelijkheid dat de kinderen zelf deze geruchten verspreidde om niet in verband gebracht te worden met de uitgemoorde Lu clan.